# Новоорловка (Іжморський округ)
Новоорло́вка (рос. Новоорловка) — присілок у складі Іжморського округу Кемеровської області, Росія.

## Населення
Населення — 42 особи (2010; 96 у 2002).
Національний склад (станом на 2002 рік):
- росіяни — 85 %